# Ancora 1901
Ancora är en samling med religiösa sånger med musik för blandade röster. Den är ett utdrag ur den månatliga Gittit, sångtidning för körmusik.
Samlingen utgavs av Andrew L. Skoog, 27 South Fourth Street, Minneapolis, Minnesota, USA 1901.
Samlingen innehåller 85 svenska andliga sånger, samt en engelsk, i arrangemang för blandad kör. Kompositörerna och författarna är svenska, brittiska och amerikanska, och sångerna uppskattades inom den frikyrkliga kristna kulturen.